# Green River Killer
Green River Killer é um filme de terror policial produzido nos Estados Unidos, dirigido por Ulli Lommel e lançado em 2005. É baseado nos crimes do assassino em série Gary Ridgway.